# Calclacite
La calclacite è un minerale scoperto su alcuni campioni di rocce calcaree conservate presso il Musée royal d'histoire naturelle de Belgique e descritta nel 1945. Il nome deriva dalla sua composizione in quanto contiene calcio, cloro ed acetato. Non costituisce una specie mineralogica a tutti gli effetti in quanto è stata trovata soltanto fra campioni di rocce provenienti da musei.

## Morfologia
La calclacite è stata scoperta sotto forma di un'efflorescenza formata da aghi fini ed incolori di spessore variabile fra 0,03 e 0,16mm e lunghi fino a 3 cm.

## Origine e giacitura
Il minerale probabilmente si è formato con l'interazione fra le rocce calcaree ed i fossili con l'acido acetico derivato dal legno di quercia che costituisce i contenitori in cui sono conservati.